# Méthocarbamol
Le méthocarbamol est un agent myorelaxant qui s’utilise pour le traitement de douleurs musculo-squelettiques. Il se trouve en combinaison avec des antalgiques tels le paracétamol, l’ibuprofène ou l’acide acétylsalicylique dans des comprimés pour le traitement de la lombalgie. Il est vendu sous le nom commercial Lumirelax en France, Metoflex en Suisse, Robaxin aux États-Unis et au Canada ou Ortoton en Allemagne. Il n'est pas commercialisé en Belgique.
Son efficacité reste incertaine et expose à des effets indésirables graves disproportionnés, comme les angiœdèmes. Afin de limiter les risques, le médicament ne doit pas être pris plus de 8 jours d'affilés.

## Pharmacologie

### Pharmacocinétique

#### Absorption
L'absorption est rapide et la molécule est détectable dans le sang 10 minutes après la prise. Les taux plasmatiques maximaux sont atteints après 30 à 60 minutes. La demi-vie d'élimination plasmatique moyenne est d'environ 2 heures

#### Distribution
La liaison aux protéines plasmatiques varie entre 46 % et 50 %. 

#### Elimination
La demi-vie d'élimination est d'environ 4h et est excrété principalement par les urines. Elle est plus longue chez les personnes âgées, celles souffrant de problèmes rénaux et celles souffrant de problèmes hépatiques.

### Pharmacodynamie et mécanisme d'action
Le mécanisme d'action précis du méthocarbamol n'est pas connu, il semblerait cependant qu'elle agisse au niveau du système nerveux central, plutôt que d'avoir un effet direct sur les muscles squelettiques. L'efficacité du médicament est probablement liée à son effet sédatif, car il n'inhibe pas la transmission neuro-musculaire ou l'excitabilité du muscle squelettiques. 

## Interactions
La consommation concomitante d'alcool potentialise les effets sédatifs à la fois de l'alcool et du méthocarbamol. La consommation d'alcool est donc déconseillé au cours du traitement.
De même façon, le méthocarbamol agit en synergie d'effets avec d'autres traitements dépresseurs du système nerveux central, comme les benzodiazépines, les barbituriques, les opioïdes, les antipsychotiques, les hypnotiques, les anti-adrénergiques centraux comme la clonidine, ou encore les antihistaminiques,. Les dépresseurs du systèmes nerveux central sont donc déconseillés en association avec le méthocarbamol.
Le méthocarbamol diminue l'effet de la pyridostigmine et d'autres anticholinestérases. Cela justifie la contre-indication du méthocarbamol dans ces cas et contre-indique également le méthocarbamol aux patients atteints de myasthénies graves,.

## Contre indications
- Hypersensibilité au méthocarbamol[3], notamment en cas d'antécédents de réactions cutanées sévères[2]
- États comateux ou adjacent[3]
- Myasthénie grave, notamment à cause des interactions avec les traitements anticholinergiques utilisés dans les myasthénies[2].
- Antécédents de crises d'épilepsies et affections du système nerveux central (SNC)[3]

## Populations particulières

### Pédiatrie
Le méthocarbamol n'a pas été testé pour les enfants de moins de 15 ans. Son profil d'effet indésirable et son mécanisme d'action au niveau du système nerveux central étant défavorable, et l'efficacité comme la sécurité de ce médicament n'étant pas prouvé pour les patients, il ne doit pas être utilisé avant l'âge de 15 ans selon les recommandations française, 18 ans selon les recommandations suisses.